# Francesco Pisani
Francesco Pisani (Veneza, 1494 - Roma, 28 de junho de 1570) foi um cardeal italiano, bispo-emérito de Pádua e decano do Colégio dos Cardeais.

## Biografia
Era filho de Alvise Pisani, embaixador de Veneza junto a Santa Sé e Cecilia Giustiniani. Teve uma filha natural, Giulia. Foi protonotário apostólico. Na instância do Doge Leonardo Loredano de Veneza, ele foi promovido ao cardinalato.

## Cardinalato
Foi criado cardeal no consistório de 1 de julho de 1517 pelo Papa Leão X, recebendo o barrete cardinalício e o título de Cardeal-diácono de São Teodoro em 22 de outubro de 1518.
Eleito bispo de Pádua em 8 de agosto de 1524, até renunciar ao governo da Sé em favor de Luigi Pisani, quando foi nomeado administrador, em 1555. Foi consagrado em 5 de maio de 1527, em Roma pelo cardeal Alessandro Farnese. Optou pela ordem dos cardeais-padres e o título de S. Marco em 3 de maio de 1527. Permaneceu com o Papa Clemente VII durante o saque de Roma de 1527 pelas tropas imperiais, foi feito refém e mantido por 18 meses na fortaleza de Castelnuovo, Nápoles. Tornou-se administrador da Sé de Treviso em 27 de janeiro de 1528, cargo que ocupou até 20 de fevereiro de 1538. Recebe o título in commendam da diaconia de Santa Maria no Pórtico em 27 de fevereiro de 1528 até 4 de maio de 1541, e desde 28 de fevereiro de 1550 até 29 de maio de 1555. Optou pela diaconia de S. Ágata em Suburra a partir de 24 de maio de 1529, até 9 de janeiro de 1545. Entre 1551 e 1563, atuou como administrador da Sé de Narbona, na França.
Optou pela ordem dos cardeais-bispos com a suburbicária de Albano, com o consentimento do cardeal Robert de Lénoncourt, que, como primoprete tinha o direito de optar em 29 de maio de 1555, retendo in commendam o título de S. Marco até 21 de junho de 1564. Passa para a suburbicária de Frascati em 20 de setembro de 1557. Assume a suburbicária de Porto e Santa Rufina em 18 de maio de 1562, quando é eleito vice-decano do Sacro Colégio dos Cardeais. Passa para a suburbicária de Óstia-Velletri em 12 de maio de 1564, quando torna-se o Decano do Sacro Colégio dos Cardeais.

## Conclaves
- 1521–22 - participou da eleição do Papa Adriano VI
- 1523 - participou da eleição do Papa Clemente VII
- 1534 - participou da eleição do Papa Paulo III
- 1549–50 - participou da eleição do Papa Júlio III
- Abril de 1555 - participou como protodiácono da eleição do Papa Marcelo II
- Maio de 1555 - participou como protodiácono da eleição do Papa Paulo IV
- 1559 - participou da eleição do Papa Pio IV
- 1565–66 - participou como decano do Colégio dos Cardeais da eleição do Papa Pio V